# Doktor Faustus
Doktor Faustus (1947) je vrcholný „hudební“ román německého spisovatele Thomase Manna, nositele Nobelovy ceny za literaturu za rok 1929.

## Děj
Toto dílo, inspirované legendou o Faustovi, vypovídá o osudu Německa v první polovině 20. století a o postavení umělce v tomto světě. Příběh vypráví gymnazijní profesor Zeitblom o svém příteli, hudebním skladateli Adrianu Leverkühnovi, jenž trpí zákeřnou nemocí, která v románě zastupuje Faustova Mefistofela. V jeho osudu je symbolicky zachycena katastrofa Německa stiženého nemocí hitlerismu. Tento geniální hudebník, který nakonec zešílí, je přesvědčen, že evropská kultura (a hudba především) je v krizi. Je proto ochoten přistoupit na jakýkoliv kompromis (i na smlouvu s ďáblem), jen když to pro něj bude znamenat tvořivou schopnost. Jeho díla jsou popřením předchozího vývoje, protože staré hudební formy se mu zdají být vyvětralé a banální, vhodné leda jen k parodii, a jeho poslední skladba, apokalyptické oratorium, je negací Beethovenovy Deváté symfonie.

## Charakteristika
Román, ve kterém se složitě prolínají několikeré dějové i časové vrstvy, je dílem vynikající spisovatelské techniky. Thomas Mann na něm začal pracovat roku 1943 a celou tuto práci popsal ve své eseji Jak jsem psal Doktora Fausta (1949, Entstehung des Doktor Faustus). Dílo se právem nazývá románem hudby, protože vztah Thomase Manna k hudbě není vztahem laického milovníka, ale vztahem hluboce zasvěceným. Strhující hudební rozbory, ať již děl Beethovenových, či přesně odborné popisy fiktivních skladeb Leverkühnových, předjímajících vývoj moderní světové hudby, patří k vrcholným pasážím románu. V nich autor dokazuje, že umění nemůže žít samo ze sebe, bez dosahu k lidem, a že pyšné sebenadřazení vede do slepé uličky.[zdroj?]
Roku 1983 román zfilmoval německý režisér Franz Seitz.

## Česká vydání
- Doktor Faustus, Melantrich, Praha 1948, přeložil Pavel Eisner,
- Doktor Faustus, SNKLHU, Praha 1961, přeložil Pavel Eisner,
- Jak jsem psal doktora Fausta, Československý spisovatel, Praha 1962, přeložila Dagmar Eisnerová,
- Doktor Faustus, Mladá fronta, Praha 1986, přeložil Hanuš Karlach.
- Doktor Faustus: život německého hudebního skladatele Adriana Leverkühna, který vypráví jeho přítel. Překlad Hanuš Karlach. Druhé, revidované vydání, v Academii první. Praha: Academia, 2015. 687 stran. ISBN 978-80-200-2436-7.